# 知りたガールと学ボーイ
知りたガールと学ボーイ（しりたガールとまなボーイ）は2018年にパイロット版が放送され、その後2019年4月4日から2022年3月31日までNHK Eテレでレギュラー放送されていた学校放送番組。

## 概要
中学1年生、2年生を対象にした新感覚英会話番組。「驚いたことはみんなに話したい!」という前向き＆前のめりキャラの “知りたガール”＝ゆりやんレトリィバァと、“学ボーイ”＝ミキ。が、英語や外国の文化にまつわる気になることを、 街頭に出て外国人を相手に大調査する。やり取りは原則英語を使う。使う英語のフレーズは回によって異なり、初めて使うフレーズには解説が挿入された。番組の終盤では工藤によるクイズコーナーがあり、英語のフレーズのクイズが出題された。テレビでの放送期間中、NHKテキストから番組のテキストも販売されていた。

### 2020年度以降の収録
2019年度までは通常通り収録が行われていたが、2020年度は新型コロナウィルスの影響により、スタジオはソーシャルディスタンスを取った上での収録となり、ロケ収録についても感染防止対策をとった上で継続していた。2021年度からは新作放送は行われず、過去の放送のセレクション放送となった。

### 番組終了へ
2021年度をもって放送終了。これをもってテキストの販売も終了となった。なお放送終了後もNHK for Schoolで一部回の配信を継続していたが、2023年3月下旬をもって配信を終了することが発表され、当番組は4年11ヶ月で幕を下ろす事となった。

## 出演者
- ゆりやんレトリィバァ
- 昴生&亜生（ミキ）
- 工藤洋路

### ナレーター
- 星野大輔